# Янош II Заполски
Янош II Заполски е крал на Унгария и първи принцепс/княз на Трансилвания, която през 1570 г. се оформя в самостоятелно владение, замествайки обособилото се след битката при Мохач (1526) във вакуума във властта в Карпатския басейн – така наречено Източно унгарско кралство.

## Управление
Наследник на баща си Ян Заполя, той е крал на Унгария от 1540 до 1570 г., но реално майка му Изабела Ягелонка до смъртта си (1559 г.) управлява страната с подкрепата на Сюлейман Великолепни. Реално обаче властта в Османска Унгария при управлението му е в Иржи Утешенович или Дьорд Мартинуци, който е бивш ковчежник на Ян Заполя, резидиращ в Липова.
С Одринския мирен договор (1568), Свещената Римска империя признава правата на войводата на Трансилвания на самостойност, което прави възможно обособяването и съществуването на Трансилвания до Карловицкия мир (1699) в самостоятелно владение, номинално във васална зависимост от Османската империя.
Янош II приема Тордския едикт (Турдски едикт) в днешна Турда, който е първият средновековен едикт за религиозна свобода и толерантност в съвременната история на Европа (1568 г.) и подкрепя създаването на Униатска църква на Трансилвания. Янош насърчава за открит диалог между всички религиозни конфесии. Той спонсорира публичен дебат между католици, лутерани, калвинисти и униати.  Трансилванският сейм събран в Търгу Муреш през 1571 г. потвърждава религиозната свобода за калвинистите, католиците, униатите и лютераните в Княжество Трансилвания, при това година преди Вартоломеевата нощ. Евреите, мюсюлманите и преобладаващите православни християни (власи), също получават религиозна толерантност, но не и легитимни гаранции за религиозна свобода като останалите религии и християнски деноминации. 
През 1570 г. сключва Шпайерския договор (от Шпайер), абдикирайки или по-точно преотстъпвайки титлата крал на Унгария в полза на Хабсбургите, оставяйки си принцепс/княз на Трансилвания (1570 – 1571). Завещава титлата и властта си на своя ковчежник Каспар Бекеш, но аристокрацията не признава това решение и избира след кратка гражданска война начело на Трансилвания – Стефан Батори.